# Gabriel de Zayas
Gabriel de Zayas (Écija?; 1526 –Madrid, 13 de julio de 1593) fue secretario de Estado del Rey de España Felipe II.

## Biografía
Estudió en la Universidad de Alcalá entre los cursos 1545 y de 1547. Comenzó muy pronto su trabajo en la Secretaría de Felipe II -casi al tiempo de su tonsura clerical, cuando tenía 20 años- y siguió al príncipe en sus viajes, estando en Inglaterra los años 1554-1555 en el séquito que le acompañó en su enlace con María Tudor. Entró en la vida política a la sombra de Gonzalo Pérez, que le otorga una creciente confianza y se refiere a él como "mi criado" y termina designándolo, junto a su hijo Antonio y a Juan Luis de Alzamora, su albacea testamentario.
A la muerte de Gonzalo -ocurrida el 12 de abril de 1566- Zayas, que hacía tiempo que se encontraba al frente de la Secretaría de Estado, tiene que compartirla con Antonio Pérez.
Desde octubre de ese mismo año, ambos forman parte de las sesiones del Consejo de Estado, aun sin tener el cargo de secretarios reales, nombramiento que Felipe II les confirma en 1567.
Pronto, a instancias del rey, la Secretaría Real se dividió en dos, asignándose a Zayas la encargada de los asuntos de Francia, el Imperio e Inglaterra y a Antonio Pérez la que se ocupaba de los negocios de Italia. Zayas, que influyó mucho en la designación de Antonio "por gratitud a la memoria de su padre Gonzalo", se vio desde el principio comprometido por la ambición éste. En 1576, por presiones de Don Juan de Austria, se le retira de las negociaciones en los asuntos de Flandes.
La ambición de Pérez iba incrementándose y su enfrentamiento con Mateo Vázquez, secretario personal de Felipe II, era cada vez mayor. Zayas, que era buen amigo de Vázquez, se vio implicado pues, en los difíciles acontecimientos de los años 1578 y 1579, que acabaron con la caída y posterior prisión de Antonio Pérez a raíz del asesinato de Juan de Escobedo, secretario personal de Don Juan de Austria.
En 1579 Zayas es nombrado por el rey secretario del Consejo de Italia, cargo que pretendía Antonio Pérez, que a partir de entonces no disimularía su enemistad hacia él. Vázquez escribía a Felipe II en marzo de 1579: "se encontraron Zayas y Antonio Pérez en la galería, y no se descubrieron ni hablaron el uno al otro".
La caída de Pérez, al contrario de lo que podría pensarse en un primer momento, no supuso que los grandes negocios del Estado pasasen a manos de Gabriel de Zayas. Sería Juan de Idiáquez el que asumió las funciones del todopoderoso ministro, ahora arrestado por orden del rey. A partir de entonces Zayas fue perdiendo influencia, aunque siguió en la Secretaría del Consejo de Italia, además de la de Portugal, a donde se trasladó con Felipe II en los años 1580-1583.
Desde finales de 1592 estaba ya enfermo en cama y otorgó testamento. Falleció el 13 de julio de 1593, siendo enterrado en el Hospital de San Lucas y San Nicolás de Alcalá de Henares.